# Chesias insubrica
Chesias insubrica là một loài bướm đêm trong họ Geometridae.